# Polonghera
Polonghera ist eine italienische Gemeinde (CN), Region Piemont.

## Lage und Einwohner
Polonghera liegt etwa 50 km nördlich von der Provinzhauptstadt Cuneo auf einer Höhe von 245 m über dem Meeresspiegel. Das Gemeindegebiet umfasst eine Fläche von 10 km² und hat 1121 Einwohner (Stand 31. Dezember 2023) in der Provinz Cuneo.
Die Nachbargemeinden sind Casalgrasso, Faule, Moretta, Murello, Pancalieri (TO) und Racconigi.

## Geschichte
Der Ort entstand im Hochmittelalter als wichtige Lagerstätte für Salz, das aus Nizza importiert und von hier aus entlang des Po nach Turin weitertransportiert wurde. Im Laufe der Jahrhunderte wurde Polonghera von verschiedenen Adelsfamilien beherrscht, bis es 1409 in die Hände von Ludovica Costa di Chieri fiel und kommunale Autonomie erlangte. Die von ihm errichtete Burg des Ortes wurde im 17. Jahrhundert von französischen Truppen auf dem Weg nach Carmagnola schwer beschädigt.

## Sehenswürdigkeiten
- Die Pfarrkirche San Pietro in Vincoli aus dem 15. Jahrhundert, die jedoch 1638 völlig neu erbaut wurde und dreischiffig ist.
- Die Bruderschaft des Heiligen Geistes und die von Santa Maria aus dem 18. Jahrhundert.
- Das 1714 erbaute Heiligtum der Madonna del Pilone.
- Die Burg die zwischen dem 12. und 13. Jahrhundert erbaut wurde und in eine Landresidenz umgewandelt worden ist.

## Partnergemeinde
- Mondavezan, seit 1994